# Kaulitz & Kaulitz
Kaulitz & Kaulitz är en tysk musik- och dokumentärserie som hade premiär på Netflix den 25 juni 2024.

## Handling
Serien handlar om tvillingarna Bill och Tom Kaulitz där fokus ligger på familj, karriär och fester.

## Rollista (i urval)
- Bill Kaulitz
- Tom Kaulitz
- Heidi Klum